# María Teresa Andruetto

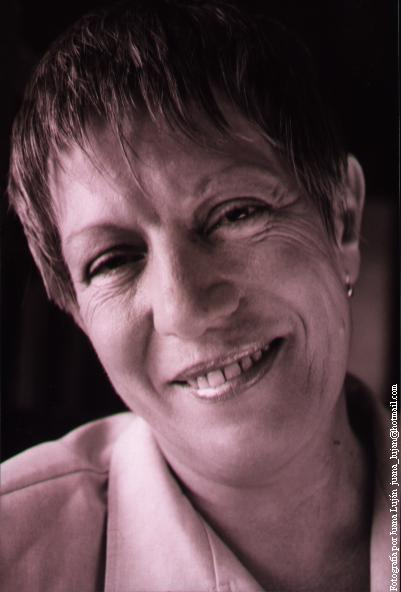
María Teresa Andruetto năm 2008(?)

Maria Teresa Andruetto (sinh ngày 26 tháng 1 năm 1954) là một nhà văn người Argentina. Bà đã viết thơ, tiểu thuyết, kịch và sách thiếu nhi. Đối với "đóng góp lâu dài cho văn học của trẻ em", bà đã nhận được Huy chương Hans Christian Andersen hai năm một lần vào năm 2012.

## Đời sống
Andruetto được sinh ra ở Arroyo Cabral, Argentina, cho cha mẹ của người gốc Ý Piedmontese. Bà đã dành thời thơ ấu của mình ở thị trấn Oliva, Córdoba. Bà được đào tạo như một giáo viên và đã làm việc trong cả hai trường tiểu học và trung học. Bà có hai con gái và sống cùng chồng trong một khu vực của Sierras de Córdoba.

## Viết văn
Việc xây dựng cá nhân và bản sắc xã hội, hậu quả của chế độ độc tài ở đất nước của bà, và thế giới nữ tính là một số trọng tâm chính trong các tác phẩm của bà. Sách của bà được cả người lớn và thanh niên đọc, và đã phá vỡ rào cản thế hệ. Bà đã xuất bản tiểu thuyết "Tama" (Alción, 2003), "La mujer en cuestión" (DeBolsillo, 2009) và "Lengua Madre" (Mondadori, 2010), truyện ngắn "Stefano" (Sudamericana, 2001), " Veladuras "(Norma, 2005), và" La niña, el corazón y la casa "(Sudamericana, 2001), cuốn truyện" Todo movimiento es cacería "(Mondadori, 2012), cuốn sách thơ" Palabras al rescoldo "(1993)), "Pavese" (1998), "Kodak" (2001) và "Beatriz" (2005) trong Ediciones Argos, "Paves / Kodak" (Del dock, 2008), "Tendedero" (CILC, 2010) và " Sueño Americano "(Caballo negro, 2009), cũng như nhiều sách cho trẻ em và độc giả trẻ, chẳng hạn như" El anillo encantado "(1993)," Huellas en la arena "(1998)," La mujer vampiro "(2001) "El País de Juan" (2005), "El árbol de lilas" (2006), "Trenes" (2009), "El incendio" (2009), "Campeón" (2010), "La durmiente" (2010), "Solgo" (2011) và "Miniaturas" (2011). Tham gia trong ba mươi năm trong lĩnh vực văn học của trẻ em, bà đã làm việc trong việc đào tạo giáo viên và đã thành lập các trung tâm nghiên cứu và các chương trình giảng dạy. Bà là một giáo sư thỉnh giảng tại nhiều cơ sở chuyên ngành trong việc hình thành các sinh viên tốt nghiệp và sau đại học và một tác giả khách mời trong các hội nghị, hội thảo, triển lãm và hội nghị, cả ở quê nhà lẫn ở nước ngoài.